# Drumfunk
Drumfunk to podgatunek muzyki drum and bass, w którym główny nacisk jest położony na brzmienie i aranżację linii perkusyjnej, zwykle powstałej poprzez edycję i cięcie sampli z zapisem partii solowych granych na perkusji. W muzyce z tego gatunku partie instrumentalne często są ograniczone do minimum.
Wytwórnie płytowe wydające drumfunk to m.in.: Paradox Music, Reinforced Records i Offshore Recordings. Również netlabele takie jak Manifesto Music czy nieistniejący już Digibeat Music umieszczały do darmowego ściągnięcia nagrania artystów komponujących utwory w tym stylu.

## Lista producentów
- Breakage
- DJ Trax
- Equinox
- Fanu
- Fracture & Neptune
- Hive (płyty: Working with sound i Devious methods)
- Infest
- KJ Sawka
- Nucleus
- Paradox (znany także jako Alaska)
- Photek (szczególnie w latach 90. ubiegłego stulecia, głównie za sprawą albumów Form & Function vol. I i Modus Operandi oraz utworu Ni-Ten-Ichi-Ryu (Two Swords Technique), który jest uznawany za kultowy wśród słuchaczy drum'n'bassu.
- Source Direct
- Sub